# Bry-sur-Marne
Bry-sur-Marne – miejscowość i gmina we Francji, w regionie Île-de-France, w departamencie Dolina Marny.
Według danych na rok 1990 gminę zamieszkiwało 13 826 osób, a gęstość zaludnienia wynosiła 4127 osób/km² (wśród 1287 gmin regionu Île-de-France Bry-sur-Marne plasuje się na 197. miejscu pod względem liczby ludności, natomiast pod względem powierzchni na miejscu 797.).
Miastem partnerskim Bry-sur-Marne jest angielska miejscowość Sawbridgeworth.

Położenie Bry-sur-Marne w ramach aglomeracji paryskiej